# 2MASS J11553952-3727350
2MASS J11553952-3727350 ist ein Ultrakühler Zwerg im Sternbild Zentaur. Er wurde 2002 von John E. Gizis et al. entdeckt. Seine Position verschiebt sich aufgrund seiner Eigenbewegung jährlich um 0,82 Bogensekunden.